# Pseudozonitis
Pseudozonitis es un género de coleóptero de la familia Meloidae.

## Especies
Las especies de este género:
- Pseudozonitis arizonica
- Pseudozonitis brevis
- Pseudozonitis castaneis
- Pseudozonitis labialis
- Pseudozonitis longicornis
- Pseudozonitis maculicollis
- Pseudozonitis martini
- Pseudozonitis megalops
- Pseudozonitis pallidus
- Pseudozonitis roseomaculatis
- Pseudozonitis schaefferi
- Pseudozonitis stroudi
- Pseudozonitis vaurieae
- Pseudozonitis vigilans
- Pseudozonitis vittipennis
- Pseudozonitis vogti